# 종교개혁기념일

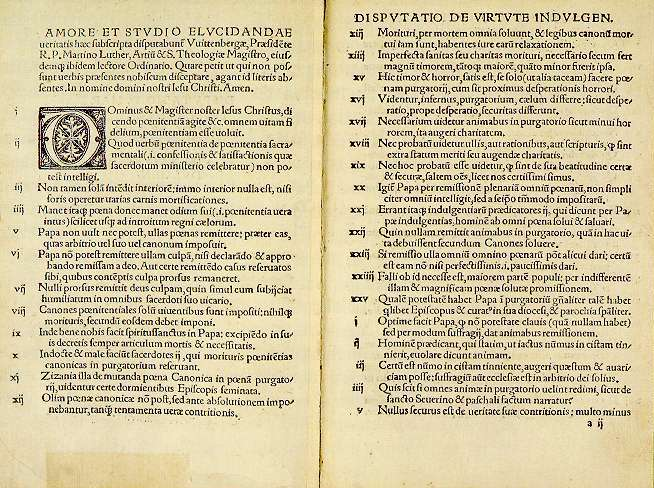
95개조 반박문

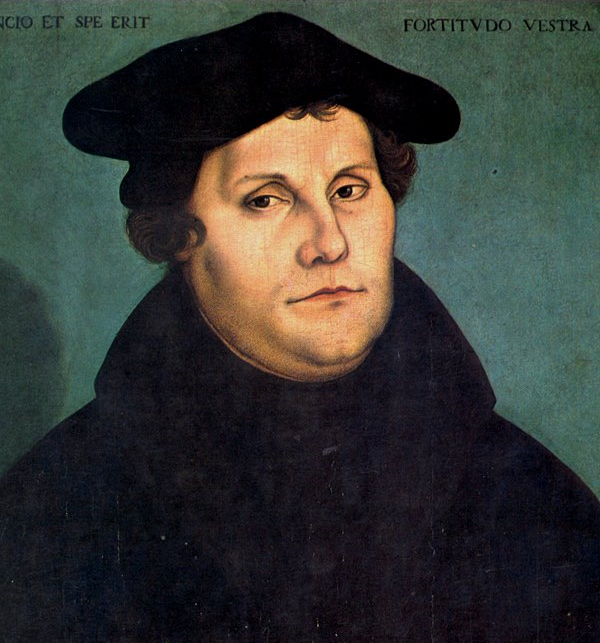
마르틴 루터

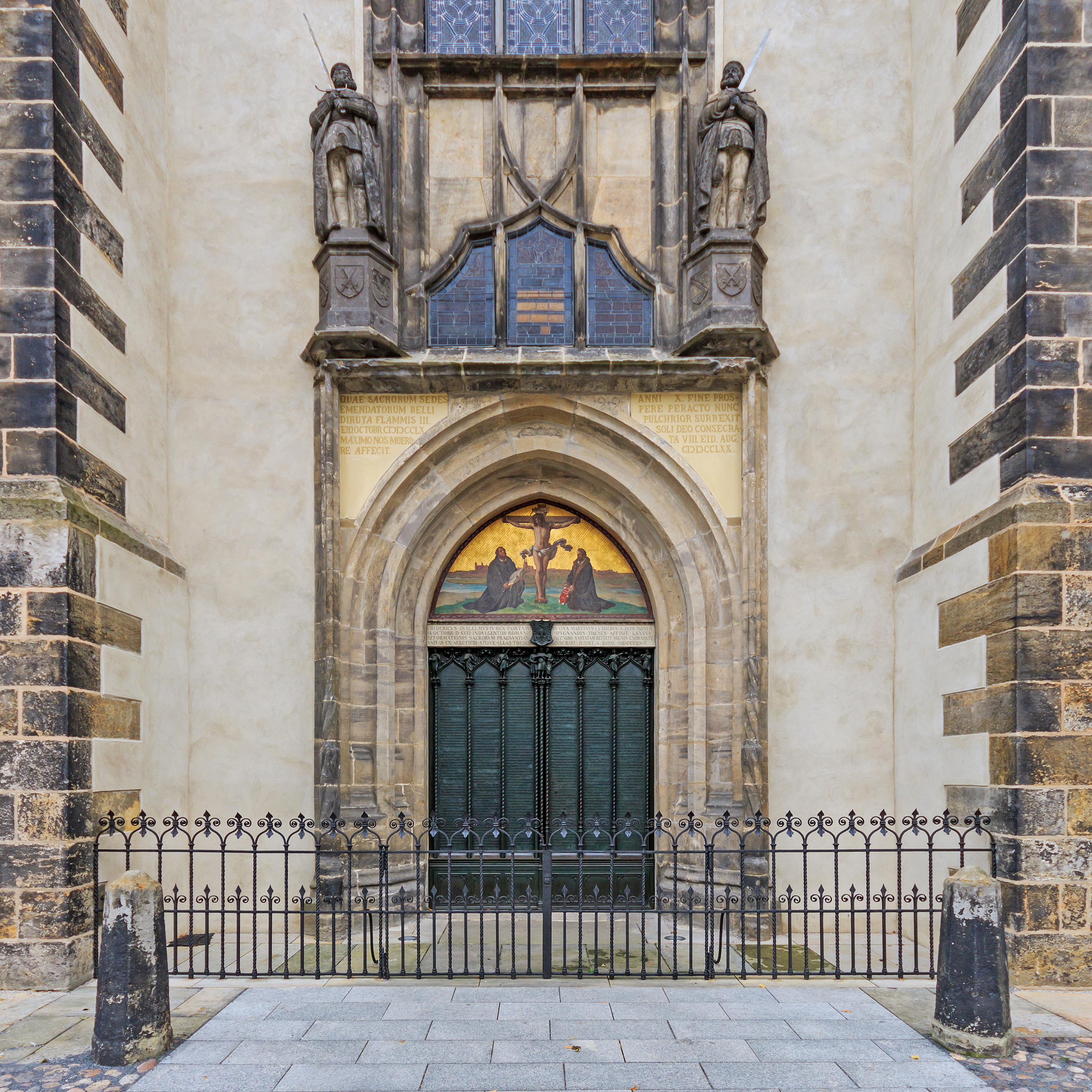
95개 논제를 게시한 것으로 알려진 비텐베르크 교회 문

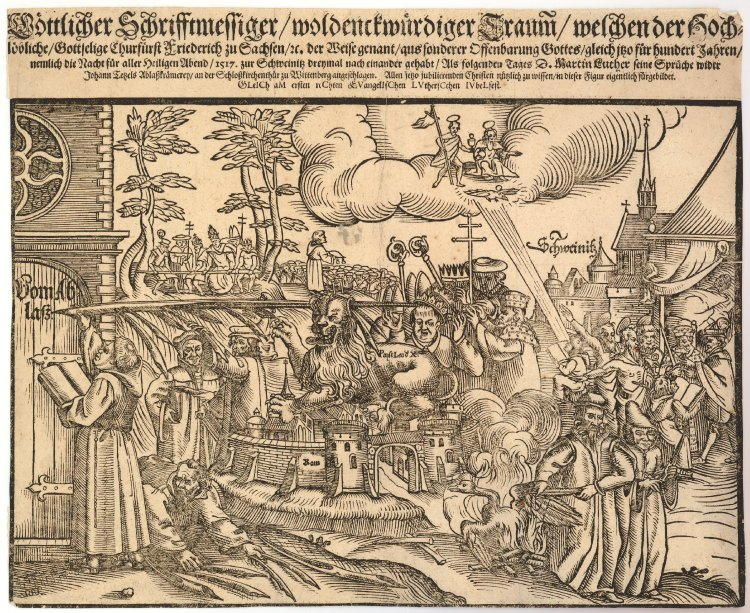
100주년을 맞이하여 1617년에 그림

종교개혁기념일(宗敎改革紀念日, 독일어: Reformationstag, 영어: Reformation Day)은 종교 개혁가 마르틴 루터가 1517년 10월 31일 95개 논제를 공포했음을 기념하는 역사적인 날이다. 루터는 로마 카톨릭교회의 부패를 비판하고 면죄부 판매를 비판하고, 교황의 권위보다는 오직 성경의 권위를 강조하며, 오직 믿음으로 칭의를 얻는 이신칭의를 주장하여 종교 개혁을 시작한 것을 기념하는 날로, 율리우스 력의 10월 31일에 해당한다. 일부 국가와 독일의 개신교 신자가 많은 일부 주는 이 날은 휴일이다. 종교 개혁가들을 정신을 기리기 위해 여러 나라의 개신교 교회에서는 10월 31일 직전 일요일에 종교 개혁 기념예배가 진행된다.
500년이 되는 종교개혁500주년기념일에는 한국의 교회와 총회 주관의 행사, 신학교 특강, 그리고 신학회에 소속된 국내 모든 신학자들도 기념행사를 하였다.

## 같이 보기
- 종교개혁500주년기념사업회
- 종교개혁500주년기념일
- 요한칼빈탄생500주년기념사업회
- 95개 논제
- 10.27 한국교회 연합예배
- 종교 개혁
- 종교 개혁가
- 종교 개혁가들의 신학
- 마르틴 루터
- 신학회
- 한국기독교학회
- 한국복음주의신학회
- 한국개혁신학회